# Marx Reichlich

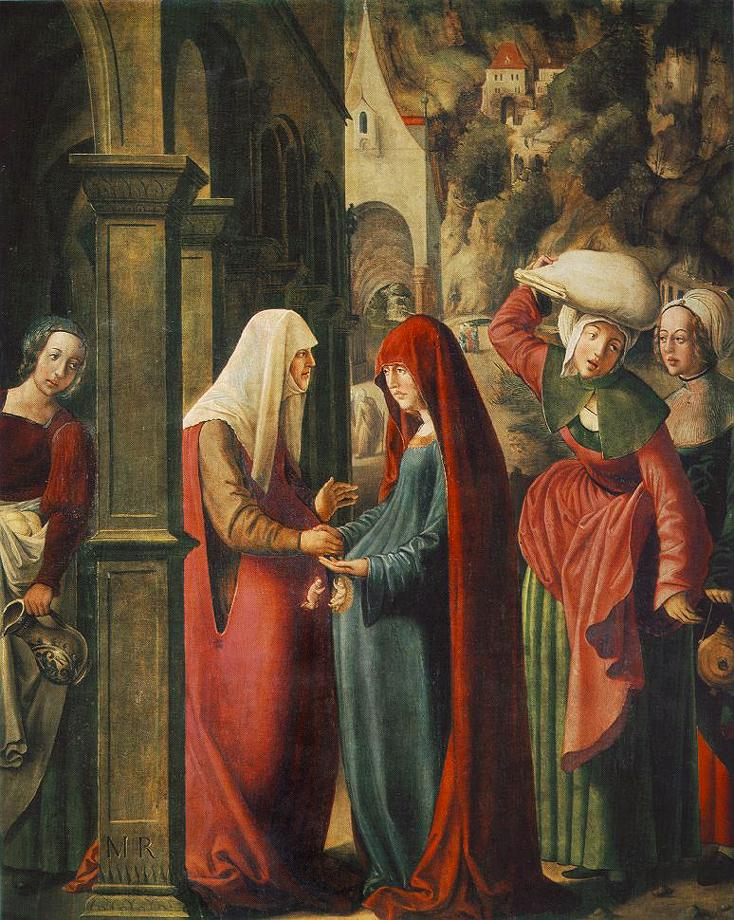
Visitazione, Alte Pinakothek

Marx Reichlich (Neustift, 1460 circa – Salisburgo?, post 1520) è stato un pittore austriaco.

## Biografia
Attivo in Tirolo e nella regione di Salisburgo, nacque nei pressi di Bressanone verso il 1460. Motivi stilistici fanno pensare a un apprendistato sotto Friedrich Pacher. Dal 1484 lavorò probabilmente con Michael Pacher all'altare della chiesa francescana di Salisburgo, città della quale fu cittadino dal 1494. Dopo la morte di Michael Pacher (1498), ne ereditò la bottega e ricevette numerose commissioni per altari.
Dal 1508 si riferì a sé stesso come "cittadino e pittore di Salisburgo" e quello stesso anno ricevette dall'imperatore Massimiliano I l'incarico di restaurare gli affreschi dell'inizio del Quattrocento nel castello di Runkelstein, vicino a Bolzano.
Come Pacher, il suo stile è caratterizzato da una sintesi prospettica di derivazione italiana, che gli fa comporre le figure in profondità nello spazio pittorico, spesso sfruttando virtuosisticamente le linee diagonali. Nella fase più matura, sotto l'influenza veneziana e lombarda, raggiunse una maggiore libertà compositiva, e accentuò l'uso di contrasti luminosi, che come in Pacher creano atmosfere cariche e sospese. Tali caratteristiche ne fanno il più importante colorista e pittore di luce dell'area tedesca all'alba del XVI secolo, di fondamentale importanza (più di Pacher per via diretta) per lo sviluppo della scuola danubiana.